# Santo Antón
Santo Antón en galicien (nom officiel), ou San Antón en castillan, est un hameau de la parroquia (paroisse civile) de Santaia de Arca (gl) dans le municipio (canton ou commune) d'O Pino, comarque de Arzúa, province de La Corogne, communauté autonome de Galice, au nord-ouest de l'Espagne.
Ce hameau du municipio de O Pino est traversé par le Camino francés du Pèlerinage de Saint-Jacques-de-Compostelle.

## Patrimoine et culture

### Pèlerinage de Compostelle
Le Camino francés du Pèlerinage de Saint-Jacques-de-Compostelle traverse le hameau de Santo Antón (San Antón en castillan), en venant du hameau d'O Pedrouzo (Pedrouzo en castillan) dans le municipio (canton) d'O Pino.
La halte suivante est le village d'O Amenal (Amenal en castillan), dans le même municipio d'O Pino.